# Herxheim bei Landau/Pfalz
Herxheim bei Landau/Pfalz är en kommun och ort i Landkreis Südliche Weinstraße i förbundslandet Rheinland-Pfalz i Tyskland.
Kommunen ingår i kommunalförbundet Verbandsgemeinde Herxheim tillsammans med ytterligare tre kommuner.